# Петухова, Наталья Васильевна
Наталья Васильевна Петухова (20 февраля) 5 марта 1917, Москва — 1 сентября 2013, там же) — советская легкоатлетка, спринтер, неоднократный победитель и призер первенств СССР по лёгкой атлетике. Заслуженный тренер РСФСР. Старейший работник Всероссийской федерации легкой атлетики.

## Начало спортивной карьеры
Спортом начала заниматься спортом в 1931 году, будучи еще школьницей, выступала на спартакиаде школьников города Москвы, успешно проявила себя в беге на триста метров, за что была награждена дипломом.
После спартакиады школьников некоторое время тренировалась в ЦДКА. Чуть позже перешла в Спартак (Москва). Тренировалась у известного наставника Василия Михайловича Стеблева в одной группе с братьями Знаменскими.
Обучалась в Московском химико-технологическом институте имени Д. И. Менделеева. Выпуск 1941 года.

## Легкая атлетика
Выступая за «Спартак», попала в сборную Москвы, получила звание «Мастер спорта». Получению предшествовало установление двух рекордов в эстафетном беге 4×100 и 5х300 метров. Победительница 1-й Всесоюзной спартакиады студентов, победительница чемпионатов Центрального совета «Спартака» в закрытых помещениях, проводившихся в первые послевоенные годы, на дистанциях 60 и 100 метров.
| Год  | Соревнование                           | Город   | Место | Дисциплина     | Результат |
| ---- | -------------------------------------- | ------- | ----- | -------------- | --------- |
| 1936 | Чемпионат СССР по лёгкой атлетике 1936 | Москва  | 3     | 200 м          | 25,9 с    |
| 1936 | Чемпионат СССР по лёгкой атлетике 1936 | Москва  | 1     | Эстафета 4х100 | 49,9 с НР |
| 1937 | Чемпионат СССР по лёгкой атлетике 1937 | Москва  | 1     | Эстафета 4х100 | 50,2 с    |
| 1937 | Чемпионат СССР по лёгкой атлетике 1937 | Москва  | 3     | 200 м          | 26,7 с    |
| 1939 | Чемпионат СССР по лёгкой атлетике 1939 | Харьков | 2     | Эстафета 4х100 | 51,1 с    |
| 1940 | Чемпионат СССР по лёгкой атлетике 1940 | Москва  | 3     | 100 м          | 12,7 с    |
| 1940 | Чемпионат СССР по лёгкой атлетике 1940 | Москва  | 1     | Эстафета 4х100 | 50,1 с    |
| 1943 | Чемпионат СССР по лёгкой атлетике 1943 | Москва  | 3     | 200 м          | 26,8 c    |

## После спортивной карьеры
Во время войны работала на оборонном заводе. Затем вернулась в «Спартак», где была назначена на должность заместителя председателя отраслевого совета.
После окончания аспирантуры была направлена в Госкомспорт, работала государственным тренером, после преобразования структуры в Союз спортсменов — тренером-методистом. Позже стала судьей всесоюзной категории, была олимпийским арбитром.
Считалась очень строгим работником. Отвечая за присвоения званий в управлении легкой атлетики, не раз фиксировала подлоги и нарушения.
После распада СССР была приглашена во Всероссийскую федерацию легкой атлетики, где и состояла до дня смерти, отвечая за работу с ветеранами. Скончалась 1 сентября 2013 года. Похоронена 5 сентября на Ваганьковском кладбище рядом с мужем (25 участок).

## Семья
Родилась в Москве, в районе Патриарших прудов. Жила по соседству с братьями Старостиными.
Пятеро братьев Натальи Петуховой выступали за футбольные и хоккейные команды общества Спартак.
В 1940 году вышла замуж за известного советского футболиста, вратаря, заслуженного тренера РСФСР А. М. Акимова.
Сын — Сергей Акимов. Мастер спорта по гребле и регби, кандидат наук. Внук Иван занимается водным поло, правнучка учится в девятом классе.

## Награды и звания
- Заслуженный тренер РСФСР
- Заслуженный работник физической культуры Российской Федерации
- Медаль ордена «За заслуги перед Отечеством» II степени
- Медаль «За трудовое отличие» (16.09.1960) — за успешные выступления в XVII летних и VIII зимних Олимпийских играх 1960 года, а также за выдающиеся спортивные достижения[6]

В 1937 году в СССР была выпущена почтовая марка с изображением Натальи Петуховой на дистанции.